# ویکتور راموس (بازیکن فوتبال، زاده ۱۹۵۸)
ویکتور راموس (انگلیسی: Víctor Ramos؛ زادهٔ ۴ سپتامبر ۱۹۵۸) بازیکن فوتبال اهل آرژانتین است.
از باشگاه‌هایی که در آن بازی کرده‌است می‌توان به باشگاه فوتبال نیولز اولد بویز و باشگاه فوتبال نانت اشاره کرد.
وی همچنین در تیم ملی فوتبال آرژانتین بازی کرده‌است.